# O Son do Camiño
O Son do Camiño es un festival de música que se celebra anualmente en el Monte do Gozo, en las afueras de la ciudad gallega de Santiago de Compostela (España) en los meses de mayo o junio.
Las dos primeras ediciones del festival tuvieron lugar en 2018 y 2019. La edición de 2020 tuvo que ser suspendida por la pandemia de COVID-19 y no fue hasta 2022 cuando se celebró la tercera edición. En 2022 fue el décimo festival español con más asistentes.

## Historia
La primera edición del festival se celebró entre el 28 y el 30 de junio de 2018, con artistas como The Killers, Jamiroquai, Lenny Kravitz, Martin Garrix, Lost Frequencies, Don Diablo o C. Tangana.
La segunda edición se celebró entre el 13 y el 15 de junio de 2019, con artistas como David Guetta, Rosalía, Black Eyed Peas, Die Antwoord, Bastille, Vetusta Morla o Bad Gyal.
La tercera edición se iba a celebrar entre el 18 y el 20 de junio de 2020 pero tuvo que ser suspendida a causa de la pandemia de COVID-19. En su cartel figuraban artistas como Bad Bunny, Daddy Yankee, Jason Derulo, Liam Gallagher, The Chemical Brothers, The National, Timmy Trumpet o Kase.O.
Tras el parón obligado a causa de la pandemia de COVID-19, O Son do Camiño regresó con su tercera edición en 2022, celebrada entre los días 16 y 18 de junio. En esta ocasión los cabezas de cartel fueron Tiësto, C. Tangana, Jason Derulo, Anuel AA, Liam Gallagher, Dani Martín, Nathy Peluso, The Chemical Brothers, Sebastián Yatra o Kase.O, entre otros. El 10 de junio, durante el montaje del escenario principal, seis trabajadores resultaron heridos al desplomarse la estructura metálica.
La cuarta edición del festival fue celebrada entre los días 15, 16 y 17 de junio de 2023. Los cabezas de cartel para esta edición fueron Bizarrap, Aitana, Maluma, Leiva, Duki y The Kooks, entre otros. En esta ocasión reunió a más de 130.000 asistentes, récord de las cuatro ediciones.
La quinta edición del festival se celebró los días 30 y 31 de mayo y 1 de junio de 2024. Los cabezas de cartel en esta ocasión fueron Green Day, J Balvin, Pet Shop Boys, Thirty Seconds to Mars, Myke Towers y Melendi.
La sexta edición se celebrará los días 12, 13 y 14 de junio de 2025. Los cabezas de cartel son Duki, Bryan Adams, Franz Ferdinand, Kasabian, Bad Gyal, Kase.O, The Prodigy, Estopa y Amaral.

## Ediciones

### 2018
- Jueves 28 de junio: 
  - Escenario 1: The Killers, Franz Ferdinand, Talisco, Triángulo de Amor Bizarro y Sexy Zebras
  - Escenario 2: Carlos Sadness, Rufus T. Firefly, Republica, Agoraphobia, Bala y The Niftys
- Viernes 29 de junio: 
  - Escenario 1: Jamiroquai, Two Door Cinema Club, Residente, The Gift y Malandrómeda
  - Escenario 2: La M.O.D.A., Toundra, L.A., Plya, Furious Monkey House y True Mountains
- Sábado 30 de junio: 
  - Escenario 1: Lenny Kravitz, Mando Diao, Novedades Carminha, The Last Internationale y Måneskin
  - Escenario 2: C. Tangana, León Benavente, Morgan, Arce, Eladio y los Seres Queridos y Terbutalina

### 2019
- Jueves 13 de junio: 
  - Escenario Estrella Galicia: Bastille, Richard Ashcroft, Royal Republic y Kitai
  - Escenario Galicia: Beret, Graveyard, Second, Molina Molina y Alice Wonder
- Viernes 14 de junio: 
  - Escenario Estrella Galicia: Rosalía, Bloc Party, Iván Ferreiro, Igloo y Moito!
  - Escenario Estrella Galicia: Shinova, Hard GZ, Marem Ladson y Cariño
- Sábado 15 de junio: 
  - Escenario Estrella Galicia: Iggy Pop, Vetusta Morla, The Hives, Electric Pyramid y Ortiga
  - Escenario Galicia: Bad Gyal, Full, Familia Caamagno, Baiuca y Mordem

### 2022
- Jueves 16 de junio: 
  - Escenario Xacobeo: The Chemical Brothers, C. Tangana, Foals, Jhay Cortez, Kase.O y Furious Monkey House
  - Escenario Estrella Galicia: Boyanka Kostova, Sen Senra, Sebastián Yatra, Lola Índigo, Carlos Sadness, Guadi Galego y The Killer Barbies
  - Escenario Paraíso: Les Castizos y Gazzi
- Viernes 17 de junio: 
  - Escenario Xacobeo: Justice, Anuel AA, Editors, Liam Gallagher, Justin Quiles y Wöyza & The Galician Messsengers
  - Escenario Estrella Galicia: Timmy Trumpet, Anne-Marie, Duki, Dani Fernández, Budiño, Kings of the Beach y Tigre y Diamante
  - Escenario Paraíso: Galician Army e Innmir
- Sábado 18 de junio: 
  - Escenario Xacobeo: Tiësto, Jason Derulo, Dani Martín, Nicki Nicole, Triángulo de Amor Bizarro, Rayden y Pablo Lesuit
  - Escenario Estrella Galicia: Carolina Durante, Nathy Peluso, Rigoberta Bandini, La M.O.D.A., Khea, Miss Caffeina, Escuchando Elefantes y Cora Velasco
  - Escenario Paraíso: Sebastian Black y Natalia Ferviú

### 2023
- Jueves 15 de junio:  
  - Escenario Estrella Galicia: Leiva, Tokischa, Viva Suecia, Nervo, Mavica y Sila Lua
  - Escenario Xacobeo: Bizarrap, Alt-J, Steve Angello, Eladio Carrión, Marlon y The Rapants
  - Sesións do Camiño: Babykatze, Flaca, Groove Amigos, Michenlo, Toccororo y Red Bull Batalla Exhibición
- Viernes 16 de junio:  
  - Escenario Estrella Galicia: Maluma, Alesso, Trueno, Xoel López, Delaporte y Fillas de Cassandra
  - Escenario Xacobeo: The Kooks, Mora, Wolfmother, Ginebras, Niña Polaca y Futuro Alcalde
  - Sesións do Camiño: Alexander Som, Chico Blanco, Galician Army, Karras Martínez y Yung Prado
- Sábado 17 de junio:
  - Escenario Estrella Galicia: Aitana, Royal Blood, Wos, Bresh (evento especial), Dani y Anaju
  - Escenario Xacobeo: Duki, Vetusta Morla, Kaiser Chiefs, Morten, Chica Sobresalto y Nano
  - Sesións do Camiño: Bárbara Lago, Bastian Bux, Fer BR, Mëstiza y Thom Archi

### 2024
- Jueves 30 de mayo:

- - Escenario Xacobeo: Artista F. Paideia, Maryland, FernandoCosta, J Balvin, Mattn

- - Escenario Estrella Galicia: Hot Milk, The Interrupters, Arde Bogotá, Green Day.

- Viernes 31 de mayo:

- - Escenario Xacobeo: Marilia Monzón, Recycled J, La Oreja de Van Gogh, Mike Towers, Natos y Waor.

- - Escenario Estrella Galicia: Monoulious Dop, Judeline, Love of Lesbian, Pet Shop Boys, Icona Pop.

- Sábado 1 de junio:

- - Escenario Xacobeo: New Wave Kill, BB Trickz, Ana Mena, Melendi, Rels B.

- - Escenario Estrella Galicia: Carlos Ares, Baiuca, Tom Odell, Thirty Seconds to Mars, Wade